# 제니스 미디어 콘텐츠의 음반
이 문서는 제니스 미디어 콘텐츠에서 발표한 음반의 목록이다.

## 2010년대
- 2014년 7월 28일 제스트 - [Digital Single] 어젯밤 이야기
- 2014년 11월 17일 워너비 - [Digital Single] My Type
- 2014년 11월 17일 루루즈 - [Digital Single] 넌 나 어때?
- 2014년 11월 24일 제스트 - [Digital Single] My All
- 2015년 7월 20일 워너비 - [Digital Single] 전체 차렷
- 2015년 9월 10일 제스트-젯 - [Digital Single] 기회를 줘 (Give Me A Chance)
- 2015년 11월 10일 워너비 - [Digital Single] 손들어
- 2016년 6월 28일 워너비 - [Digital Single] 왜요? (Why?)
- 2017년 3월 22일 립버블 - [Digital Single] 팝콘 (POPCORN)
- 2017년 10월17일 해아 - [Digital Single] 파리스 파티(Paris Party)
- 2017년 10월 13일 한비, 은별 - [Digital Single] THE UNI+ 마이턴 (My Turn)[1]
- 2017년 10월 27일 한비,은별 - [Digital Single] THE UNI+ Shine[2]
- 2018년 9월 7일 립버블 - [Digital Single] Yellow Pink
- 2019년 1월 3일 세진 - [Digital Single] 잊는다는 게
- 2019년 2월 20일 워너비 - [Digital Single] LEGGO
- 2019년 2월 22일 Z-STARS (Z-GIRLS, Z-BOYS) - Z-POP DREAM
- 2019년 7월 29일 Z-STARS (Z-GIRLS, Z-BOYS) - Z-POP DREAM - Singing For You